# 契科拉河
43°48′07″N 15°58′41″E / 43.802°N 15.978°E

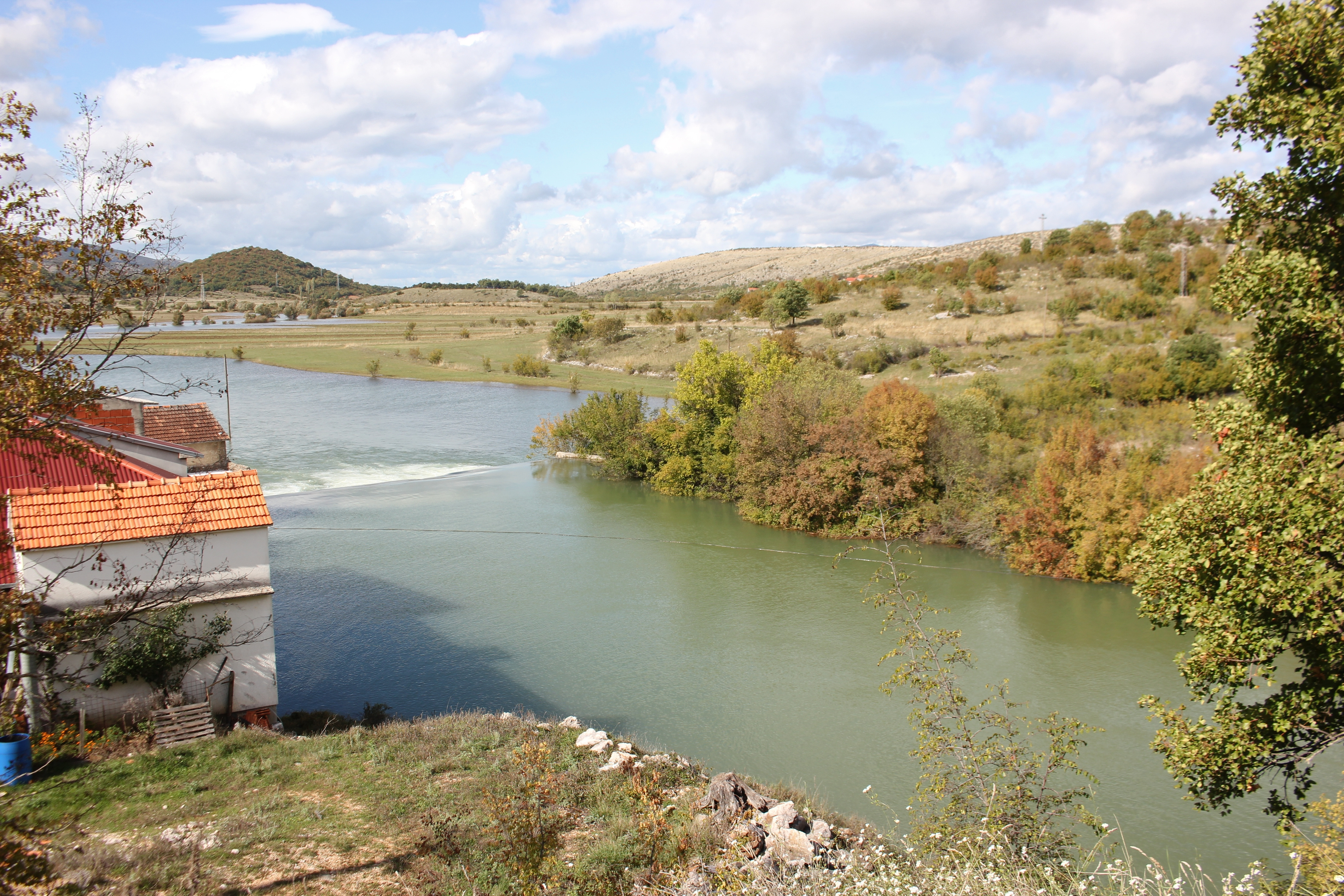

契科拉河是克羅地亞的河流，位於該國南部達爾馬提亞，處於首都薩格勒布以南230公里，屬於克爾卡河的支流，河道全長47.8公里，河畔城鎮有德爾尼什。